# Пінеда-де-Хігуела
Пінеда-де-Хігуела (ісп. Pineda de Gigüela) — муніципалітет в Іспанії, у складі автономної спільноти Кастилія-Ла-Манча, у провінції Куенка. Населення — 85 осіб (2010).
Муніципалітет розташований на відстані близько 100 км на схід від Мадрида, 35 км на захід від Куенки.

## Демографія
Динаміка населення (INE ):